# Saint-Léger-Magnazeix
Saint-Léger-Magnazeix – miejscowość i gmina we Francji, w regionie Nowa Akwitania, w departamencie Haute-Vienne.
Według danych na rok 1990 gminę zamieszkiwało 589 osób, a gęstość zaludnienia wynosiła 11 osób/km² (wśród 747 gmin Limousin Saint-Léger-Magnazeix plasuje się na 220. miejscu pod względem liczby ludności, natomiast pod względem powierzchni na miejscu 23.).

## Populacja

Populacja Saint-Léger-Magnazeix w latach 1962–2008